# Noyal-Châtillon-sur-Seiche

Noyal-Châtillon-sur-Seiche este o comună în departamentul Ille-et-Vilaine, Franța. În 1 ianuarie 2022 avea o populație de 7.995 de locuitori.